# Demolicious
Demolicious è una raccolta del gruppo musicale statunitense Green Day, pubblicato il 19 aprile 2014 dalla Reprise Records.

## Descrizione
Pubblicato in occasione del Record Store Day, Demolicious contiene le prime versioni di molti brani estratti da ¡Uno!, ¡Dos! e ¡Tré! registrate fra il 14 febbraio ed il 26 giugno 2012 ai Jingletown Studios di Oakland, in California più il brano inedito State of Shock.

## Tracce
1. 99 Revolutions – 4:06
2. Angel Blue – 2:55
3. Carpe Diem – 3:39
4. State of Shock – 2:28
5. Let Yourself Go – 3:00
6. Sex, Drugs & Violence – 3:25
7. Ashley – 2:47
8. Fell for You – 3:12
9. Stay the Night – 4:40
10. Nuclear Family – 3:03
11. Stray Heart – 3:50
12. Rusty James – 4:15
13. A Little Boy Named Train – 3:57
14. Baby Eyes – 2:15
15. Makeout Party – 3:12
16. Oh Love – 5:13
17. Missing You – 3:41
18. Stay the Night (Acoustic) – 3:09

## Formazione
- Billie Joe Armstrong – voce, chitarra
- Jason White – chitarra, cori
- Mike Dirnt – basso, cori
- Tré Cool – batteria